# 霊通区

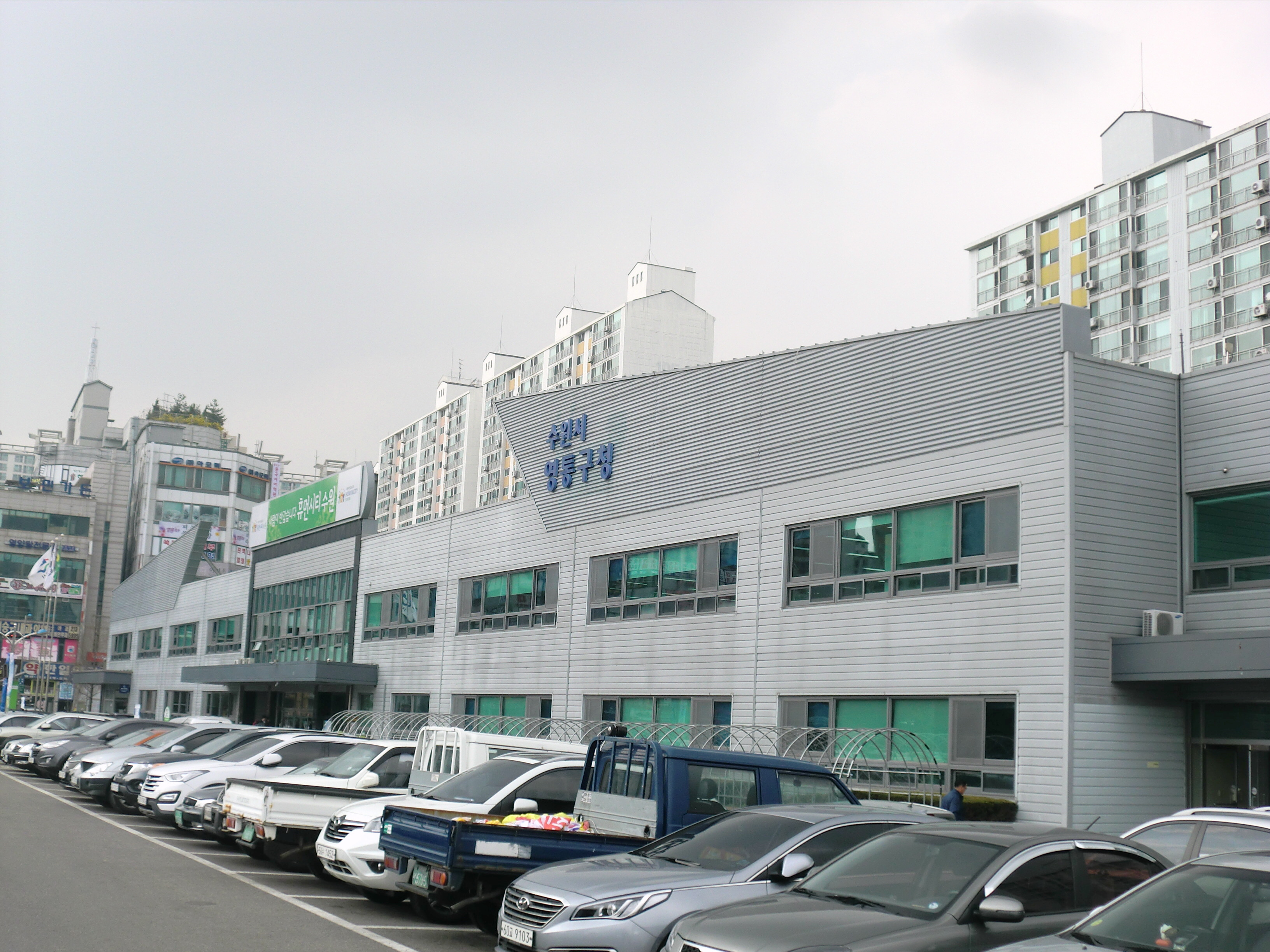
霊通区庁

霊通区（ヨントンく）は、大韓民国京畿道水原市東部に位置する、2003年11月24日に八達区から分離して設置された区である。

## 行政区画

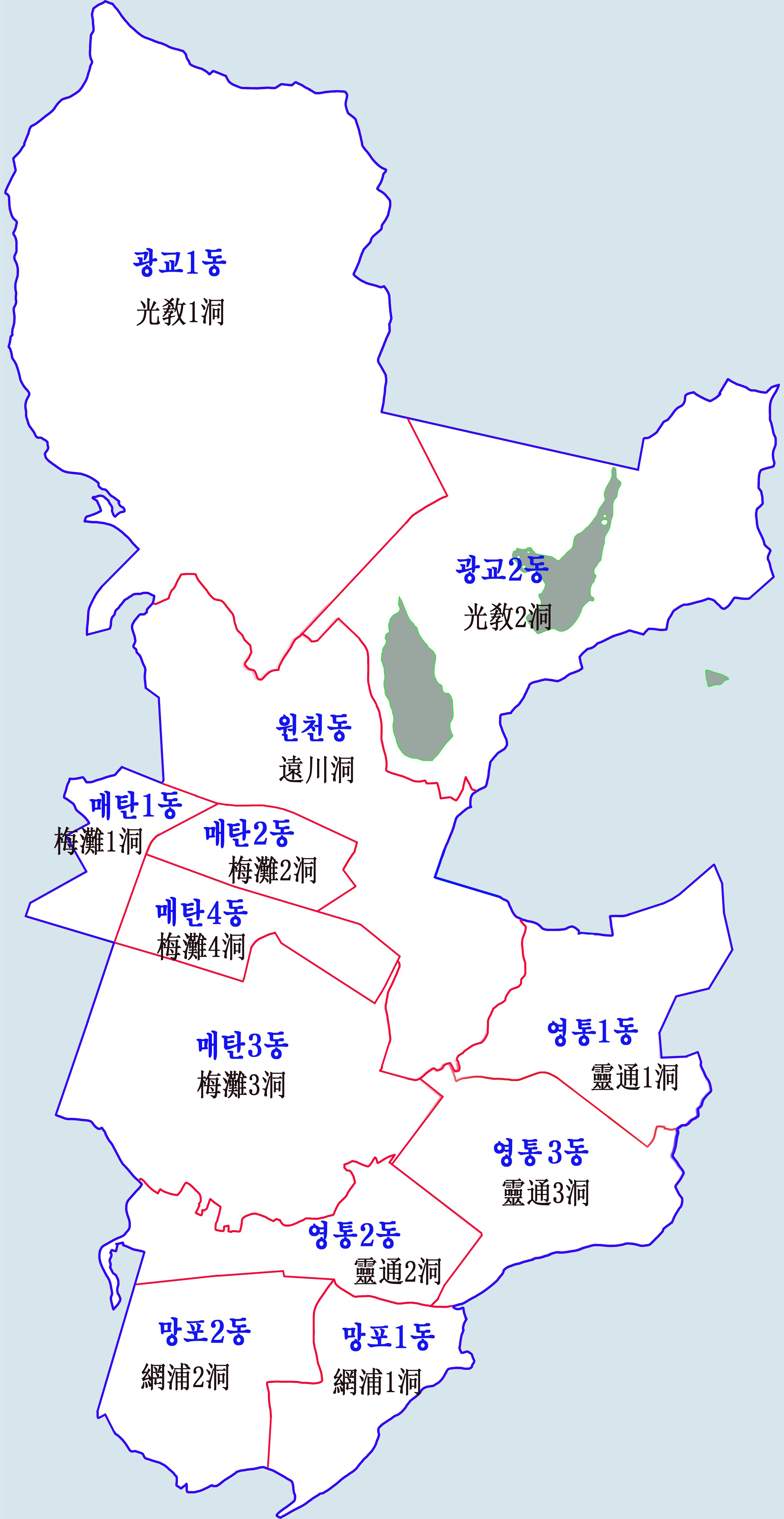
行政区域図

霊通区は11の洞に分かれる。
| 行政洞  | 法定洞               |
| ------- | -------------------- |
| 梅灘1洞 | 梅灘洞               |
| 梅灘2洞 | 梅灘洞               |
| 梅灘3洞 | 梅灘洞               |
| 梅灘4洞 | 梅灘洞               |
| 遠川洞  | 遠川洞               |
| 光教1洞 | 二儀洞               |
| 光教2洞 | 下洞                 |
| 霊通1洞 | 霊通洞               |
| 霊通2洞 | 霊通洞、莘洞、網浦洞 |
| 霊通3洞 | 霊通洞               |
| 網浦1洞 | 網浦洞               |
| 網浦2洞 | 網浦洞               |

## 交通機関

### 鉄道
- 盆唐線
  - 清明駅 - 霊通駅 - 網浦駅 - 梅灘勧善駅
- 新盆唐線
  - 光教中央駅 - 光教駅